# مؤسسة دبي للمرأة

مؤسسة دبي للمرأة (بـالإنجليزية: DUBAI WOMEN ESTABLISHMENT) هي مؤسسة حكومية غير ربحية، أُنشئت عام 2006م، بهدف دعم النساء في دولة الإمارات العربية المتحدة. تدعم المنظمة السياسات التي تمكن النساء في مكان عملهن، وتساعد في «تطوير بيئة تشجع الابتكار.» واستبقاء النساء في سوق العمل، من خلال تحقيق التوازن بين مهنهن وحياتهن الأسرية ويعتبر هذا هو الهدف الرئيسي لمؤسسة دبي للمرأة. كما تجري مؤسسة دبي للمرأة أبحاثاً تتناول الأوضاع المعيشية للنساء والقوة العاملة في دبي. وتشارك مؤسسة دبي للمرأة في التأثير على العمل السياسي في دبي بهدف تحسين مستوى المعيشة للمرأة.

## تاريخ
تأسست مؤسسة دبي للمرأة في عام 2006م، بأمر أصدره الشيخ محمد بن راشد آل مكتوم. بموجب القانون رقم (24). منال بنت محمد بن راشد آل مكتوم هي أول رئيس لمؤسسة دبي للمرأة. عُينت شمسة صالح مديراً تنفيذياً للمؤسسة في عام 2010م، وتعمل على تنفيذ خطط وبرامج المؤسسة. في عام 2015م، أصدر آل مكتوم مرسوم رقم (6) لإنشاء مجلس إدارة جديد لمؤسسة دبي للمرأة. وفي يونيو 2024م، أصدر آل مكتوم المرسوم رقم (39) لسنة 2024 بتشكيل مجلس إدارة جديد برئاسة منى غانم المري.

## أهداف المؤسسة
– زيادة الوعي بضرورة مشاركة المرأة وتعزيز فرصها في إمارة دبي.
– تشجيع التوجه إلى المجالات غير التقليدية مثل: العمل عن بعد، العمل بدوام جزئي، العمل الحر.
– اقتراح التشريعات وتعزيز القدرات في مجال البحث والتطوير والتحليل وإدارة البيانات.
– تمكين المرأة الإماراتية غير العاملة من تطوير الكفاءة الملائمة لمتطلبات سوق العمل المستهدفة.
– تعزيز دور المرأة الإماراتية في المناصب القيادية ومراكز صنع القرار.
– دعم المشاركة المبكرة للمرأة ببرامج ومشاريع مختلفة.
– تهيئة بيئة عمل تشجع على الاحتفاظ بالمرأة الإماراتية المؤهلة.

## الرسالة
دعم مشاركة المرأة في قيادة المستقبل الاجتماعي والاقتصادي لدبي من خلال التأثير على السياسات والتبادل المعرفي والمبادرات الرائدة.

## المؤسسات الأخرى التابعة لمؤسسة دبي للمرأة
وتندرج المؤسسات التالية تحت مظلة مؤسسة دبي للمرأة:
● نادي دبي للسيدات.
● المكتب الثقافي لسمو الشيخة منال بنت محمد بن راشد آل مكتوم.

## أعضاء مجلس إدارة المؤسسة
| الاسم                       | المنصب                  |
| --------------------------- | ----------------------- |
| الشيخ محمد بن راشد آل مكتوم | مؤسس المؤسسة            |
| منى غانم المري              | رئيس مجلس إدارة المؤسسة |
| هالة يوسف بدري              | نائب رئيس مجلس الإدارة  |
| نعيمة أهلي                  | المدير التنفيذي للمؤسسة |
| خولة راشد المهيري           | عضو مجلس الإدارة        |
| هدى السيد محمد الهاشمي      | عضو مجلس الإدارة        |
| منى درويش بوسمرة            | عضو مجلس الإدارة        |
| هدى عيسى بوحميد             | عضو مجلس الإدارة        |
| فهيمة عبدالرزاق البستكي     | عضو مجلس الإدارة        |
| موزة سعيد المري             | عضو مجلس الإدارة        |
| خديجة البستكي               | عضو مجلس الإدارة        |

## سياسات المؤسسة
تنهج مؤسسة دبي للمرأة مجموعة من السياسات، وذلك بغرض تعزيز المساهمة الاجتماعية والاقتصادية للمرأة في دولة الإمارات. وأهمها:
– سياسة المرأة في مجالس الإدارة؛ وقد اعتُمدت منذ عام 2011م.
– سياسة إجازة الأمومة والوضع؛ واعتُمدت منذ عام 2017م.
– سياسة قانون المساواة في الأجور والرواتب بين الجنسين؛ وقد تمّ اعتمادها منذ أبريل 2018م.
– سياسة رفع نسبة تمثيل المرأة في المجلس الوطني الاتحادي إلى 50%؛ وقد تمّ اعتمادها اعتباراً من الدورة الانتخابية لعام 2019م.

## خارطة الطريق الاستراتيجية
في إطار دعم المؤسسة لتميّز وريادة المرأة، وسعياً منها إلى تفعيل دورها داخل المجتمع، اعتمدت المؤسسة على مقاربة استراتيجية أساسية. وترتكز خارطة الطريق الاستراتيجية للمؤسسة على أربعة محاور أساسية، وتتمثل في:
● تقديم التوصيات لصياغة السياسات والتشريعات.
● إجراء البحوث والدراسات المتعمقة.
● تعزيز الشراكات الاستراتيجية مع القطاعين الحكومي والخاص.
● تطوير البرامج فاعلة المتخصصة بالشراكة مع المؤسسات الرائدة في جميع أنحاء العالم لتعزيز مهارات وقدرات المرأة الإماراتية، ورفع كفاءة الجيل الجديد من القيادات النسائية.

## برامج المؤسسة[10]
| اسم البرنامج                                    | التفاصيل | عدد المشاركات | عدد الجلسات |
| ----------------------------------------------- | --- | ------------- | ----------- |
| بودكاست هوية                                    | أطلقته مؤسسة دبي للمرأة بالتعاون مع بودكاست "هوية" الذي يعرض بقناة بينونة، بهدف إبراز إنجازات المرأة الإماراتية وتسليط الضوء على تجاربها المُلهمة في المحافل والمنصات المحلية والعالمية.     | 30 مشاركة     | جلستان      |
| برنامج أساسيات حوكمة الشركات والمؤسسات الحكومية | نظمته المؤسسة بالتعاون مع معهد حوكمة الشركات لزيادة مشاركة القائدات وسيدات الأعمال في مجالس الإدارة في المنطقة.                                                                             | 86 مشاركة     | 5 جلسات     |
| برامج التطوير المهني                            | شملت البرامج موضوعات مثل القيادة والتطلع إلى التغيير؛ القيادات النسائية في القطاع الخاص؛ التخطيط الاستراتيجي؛ مهارات القيادة؛ التواصل بين القطاعات الثقافية المختلفة؛ ومبادئ حوكمة الشركات. | 500 مشاركة    | 15 جلسة     |
| برنامج القيادات النسائية للتبادل المعرفي        | قدّم البرنامج مجموعة من البرامج التنفيذية والدورات النظرية والورش العملية ودراسات الحالات المتخصصة والمساقات التدريبية.                                                                      | 40 مشاركة     | 3 جلسات     |
| برنامج الإمارات للقيادات النسائية               | نظمته المؤسسة لتعزيز مهارات المرأة الإماراتية وتقديم الكفاءات الرئيسية المصممة لتتناسب مع الاحتياجات الاستراتيجية لدولة الإمارات.                                                           | 35 مشاركة     | جلسة واحدة  |
| ملتقى قيادات الإمارات                           | يتضمن التجمع سلسلة من الأحداث الفصلية بمشاركة عدد من القادة الإماراتيين والإقليميين والدوليين.                                                                                              | 160 مشاركة    | 21 جلسة     |
| برنامج المرأة في ريادة الأعمال                  | نظمته مؤسسة دبي للمرأة بالتعاون مع كلية آشريدج هالت الدولية لإدارة الأعمال بالمملكة المتحدة لدعم رائدات الأعمال وتزويدهن بالمهارات اللازمة لتأسيس الأعمال التجارية.                         | غير محدد      | غير محدد    |
| برنامج الإرشاد المهني                           | نظمته مؤسسة دبي للمرأة بالتعاون مع سفارات دول الشمال الأوروبي لصقل المهارات المهنية والوظيفية للمرأة الإماراتية، وخاصة من هن في بداية مسيرتهن المهنية.                                      | غير محدد      | غير محدد    |
| برنامج المرأة في مجالس الإدارة العالمية         | نظمته مؤسسة دبي للمرأة في مايو 2023م، بالتعاون مع معهد المديرين في لندن ومعهد "حوكمة" لتأهيل وتمكين القيادات النسائية في القطاعين الحكومي والخاص.                                           | غير محدد      | غير محدد    |

## مبادرات المؤسسة[11][12][13][14]
| اسم البرنامج            | التفاصيل | سنة الإطلاق | عدد المشاركات | عدد الجلسات     |
| ----------------------- | --- | ----------- | ------------- | --------------- |
| مبادرة "قدوة"           | أُطلقت المبادرة في 28 أغسطس 2017م، على يد سمو الشيخة منال بنت محمد بن راشد آل مكتوم | 2017        | 15 مشاركة     | 22 جلسة         |
| المشروع الوطني للحضانات | أُطلقت هذه المبادرة عام 2008م، على يد سمو الشيخة منال بنت محمد آل مكتوم، ويقدم المشروع الدعم للأمهات العاملات من خلال توفير حضانات جيدة في مكان في مكان عملهن.                                         | 2008        | 86 مشاركة     | 5 جلسات         |
| مجلس مؤسسة دبي للمرأة   | تضمّن المجلس 6 جلسات تفاعلية بمشاركة أكثر من 200 شخص من المسؤولين بقطاعات مختلفة، من خلال مناقشة أهم المواضيع والقضايا المتعلقة بشؤون المرأة الإماراتية العاملة ودورها الاجتماعي والاقتصادي في المجتمع | 2013        | 200 مشاركة    | 6 جلسات تفاعلية |

## منتدى المرأة العالمي
استضافت مؤسسة دبي للمرأة منتدى المرأة العالمي أكثر من مرة، الأمر الذي يؤكد أن  المؤسسة هي المركز الأفضل للحوار وتبادل المعرفة والخبرات، مما يساهم في استمرارية دعم المرأة وتعزيز مساهماتها في كافة السبل والمجالات.   وقد كانت أحدث  استضافة للمنتدى في دبي  في عام 2024 ويشكل المنتدى  منصة عالمية لحوار إيجابي وبناء حول أفضل الممارسات العالمية لتعزيز الدور المؤثر للمرأة من خلال العديد من الجلسات الحوارية وورش العمل التفاعلية ا بمشاركة مسؤولين وقادة ملهمين وخبراء وممثلي منظمات دولية رائدة في سياسات النوع الاجتماعي.

## الخطة الاستراتيجية لمؤسسة دبي للمرأة 2023-2027
تركز خطة المؤسسة على الإسهام في تعزيز التشريعات والسياسات الداعمة وترسيخ الشراكات وإفساح المجال للمرأة للتأثير محلياً وعالمياً.
وتتضمن الخطة الاستراتيجية للمؤسسة 2023-2027 ثلاثة محاور رئيسية هي:
- خلق بيئة مُمَكِنة للمرأة في سوق العمل
- تطوير القيادات النسائية
- تعزيز جودة حياة المرأة في المجتمع،

وتتضمن الخطة 12 مبادرة نوعية، هي:
- «نموذج دبي الريادي للمدن الصديقة للمرأة»
- «المرأة في ريادة الأعمال»
- «قيادة دبي على مستوى حكومة الإمارة»
- «المرأة في مجالس الإدارة العالمية»
- «حاضنات الابتكار واستقطاب المواهب الواعدة»
- مبادرة «تشجيع مشاركة المرأة في الجوائز ومؤشرات التنافسية المحلية والعالمية»
- «شبكة اللجان النسائية على مستوى الدوائر الحكومية بدبي»
- «تعزيز الإرث الثقافي»
- «برنامج إرشادي مشترك مع الشركات»
- «تأسيس قاعدة بيانات تفاعلية»
- «منتدى المرأة العالمي دبي 2024»
- إطلاق النسخة الثانية من برنامج الإرشاد المهني